# NGC 5746
NGC 5746 es una galaxia espiral intermedia en la constelación de Virgo a una distancia de 95 millones de años luz, que puede verse con telescopios de aficionado. Forma parte de una agrupación de grupos de galaxias situados al este del Cúmulo de Virgo (Virgo III), siendo tal vez la galaxia más grande tanto del grupo de galaxias de su nombre cómo de las que forman parte de ellos.
NGC 5746 se ve casi de canto pareciéndose mucho a NGC 4565, con un bulbo central de manera rectangular, que puede ser una barra galáctica vista de lado, y muestra una tasa de formación estelar bastante modesta.
Estudios realizados en la longitud de onda de los rayos X con ayuda del telescopio Chandra parecieron mostrar, finalmente, que está rodeada por una nube de gas caliente, que se interpretó cómo gas remanente de la formación de esta galaxia cayendo y siendo absorbida por ella.; sin embargo posteriores análisis han mostrado que dicho gas en realidad no existe y que la detección fue espuria